# Memento Collider
Memento Collider četvrti je studijski album norveškog avangardnog metal sastava Virus. Album je 3. lipnja 2016. godine objavila diskografska kuća Karisma Records.

## Popis pjesama
Tekstovi: Czral. 
| 1.    | »Afield«              | 10:22 |
| 2.    | »Rogue Fossil«        | 4:45  |
| 3.    | »Dripping into Orbit« | 6:42  |
| 4.    | »Steamer«             | 7:40  |
| 5.    | »Gravity Seeker«      | 6:37  |
| 6.    | »Phantom Oil Slick«   | 9:01  |
| 45:07 |                       |       |

## Zasluge
Virus
- Plenum – bas-gitara
- Einar Sjursø – bubnjevi
- Czral – vokali, gitara

Dodatni glazbenici
- Daniel Mongrain – solo gitara (na pjesmi 5)
- Marita Igelkjøn – prateći vokali (na pjesmi 3), pila (na pjesmi 4), udaraljke (na pjesmi 5)

Ostalo osoblje
- Trine + Kim Design Studio – naslovnica, ilustracije
- Tom Kvålsvoll – mastering
- Costin Chioreanu – dizajn (videozapisa)